# Gol Kabūd
Gol Kabūd (persiska: كَل كَبود, گل کبود, Kal Kabūd) är en ort i Iran.   Den ligger i provinsen Hamadan, i den nordvästra delen av landet, 230 km väster om huvudstaden Teheran. Gol Kabūd ligger 1 903 meter över havet och antalet invånare är 534.
Terrängen runt Gol Kabūd är platt österut, men västerut är den kuperad.Runt Gol Kabūd är det ganska glesbefolkat, med 47 invånare per kvadratkilometer. Närmaste större samhälle är Razan, 19,4 km sydost om Gol Kabūd. Trakten runt Gol Kabūd består i huvudsak av gräsmarker.